# تشانغ شو (مهندس)
تشانغ شو (بالصينية: 张煦) هو مهندس صيني، ولد في 1913، وتوفي في 13 سبتمبر 2015.